# サンオ型潜水艦
サンオ型潜水艦SSC SANG-O CLASS（サンオがたせんすいかん）は北朝鮮が開発・運用する全長35mの小型通常動力型潜水艦（資料によっては潜水艇とも）。約40隻程度、保有されているとされる。「サンオ」（상어 Sang-O/Sang-Eo）は朝鮮語で鮫を意味する。

## 性能
ユーゴ型潜水艇と同様に、沿岸域での哨戒、工作員の潜搬入・回収、情報収集を主任務とする。航洋性は低く、2〜3日程度の航海が限度であるが、ユーゴ型と異なりベッドや便所があったため、ある程度長期間（10日程度）の航海も考慮されているようである。機密保持用に自爆装置が備え付けられているが、後述の浸透時にはうまく作動せず、多くの機密情報が韓国側に渡っている。
武装として艦首に2門か4門の魚雷発射管を装備しているが、予備魚雷用のスペースは無く、水中で工作員を放出するためのハッチが追加されていた。若干の物資と6〜10名程度の工作員を輸送可能。工作員輸送専用に改造したものを「P-4」と呼称するという。

## 運用
北朝鮮北東沿岸の咸鏡北道清津市に重点的に配備され、韓国への工作員の放出・回収を行なっていると考えられる。1996年には韓国潜入中のサンオ型1隻が事故で座礁し、韓国軍に鹵獲されている（江陵浸透事件）。その際の艦は現在、江原特別自治道江陵市安仁津里海岸に展示されている。
このほか、2004年1月に2隻のサンオ型が韓国領海に侵入し、数日にわたって活動（情報収集か）したことが発表されている。